# فرودگاه شهری مادرا
فرودگاه شهری مادرا (به انگلیسی: Madera Municipal Airport) یک فرودگاه همگانی بهره‌برداری هوایی با کد یاتا MAE است که یک باند فرود آسفالت دارد و طول باند آن ۱۶۹۰ متر است. این فرودگاه در کشور ایالات متحده آمریکا قرار دارد و در ارتفاع ۷۸ متری از سطح دریا واقع شده‌است.